# Pteropus pilosus
Pteropus pilosus är en utdöd däggdjursart som beskrevs av K. Andersen 1908. Pteropus pilosus ingår i släktet Pteropus och familjen flyghundar. IUCN kategoriserar arten globalt som utdöd. Inga underarter finns listade.
Det svenska trivialnamnet större palauflyghund förekommer för arten.
Denna flyghund förekom på Palau. Den observerades inte efter 1874.